# El Águila (Chiapas)
El Águila es una localidad del estado mexicano de Chiapas. Es parte del municipio de Cacahoatán.

## Demografía
| Gráfica de evolución demográfica |
|                                  |

| Censo | Población |
| ----- | --------- |
| 1930  | 125       |
| 1940  | 319       |
| 1950  | 728       |
| 1960  | 666       |
| 1970  | 784       |
| 1980  | 1 011     |
| 1990  | 1 402     |
| 2000  | 1 268     |
| 2010  | 1 274     |
| 2020  | 1 377     |